# Эльм (Гларус)
Эльм (нем. Elm, романш. Dialma) — бывшая коммуна в Швейцарии, в кантоне Гларус.
1 января 2011 года вошла в состав коммуны Гларус-Зюд.
Население составляет 694 человека (на 31 декабря 2006 года). Официальный код — 1605.

## Фельдмаршал А. В. Суворов в Эльме

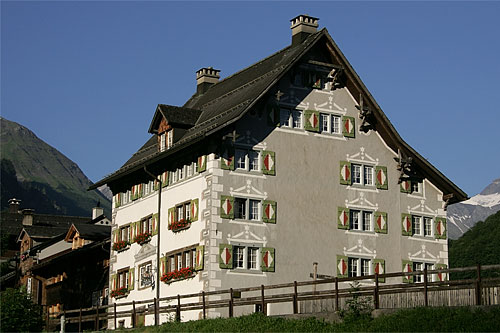
«Дом Суворова» в Эльме

В Эльме имеется «Дом Суворова» (de:Suworowhaus), в котором останавливался фельдмаршал А. В. Суворов во время швейцарского похода на ночёвку 24 сентября (5 октября) — 25 сентября (6 октября) 1799 года , перед прохождением русскими войсками перевала Паникс.
Здание было построено в 1670-х годах, это жилой кирпичный дом с фасадными росписями в стиле барокко и старинным интерьером. Он был отреставрирован в 1970 году по инициативе Каспара Райнера (de:Kaspar Rhyner), и получил статус объекта культурного наследия национального значения.

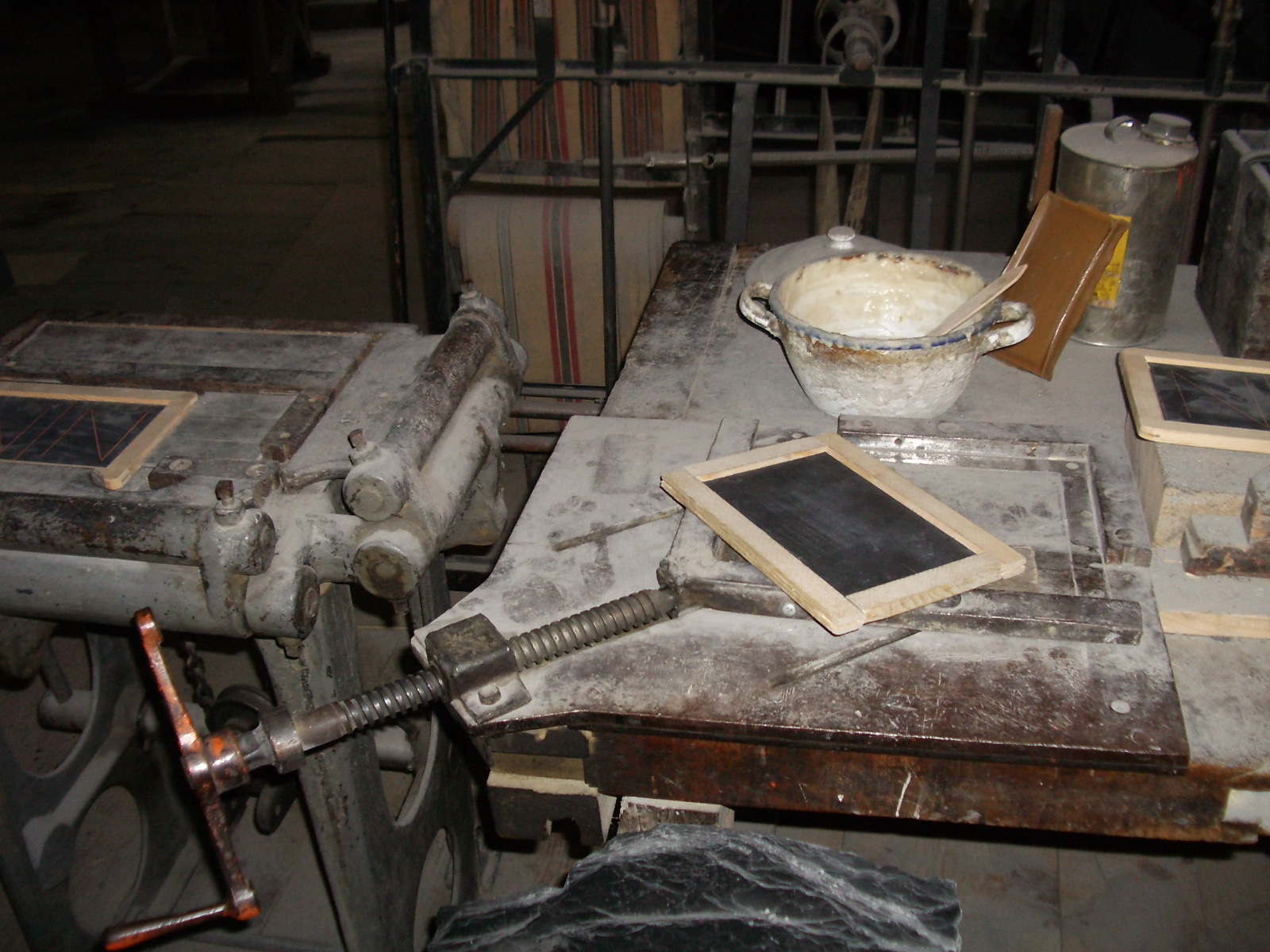
На шиферной фабрике

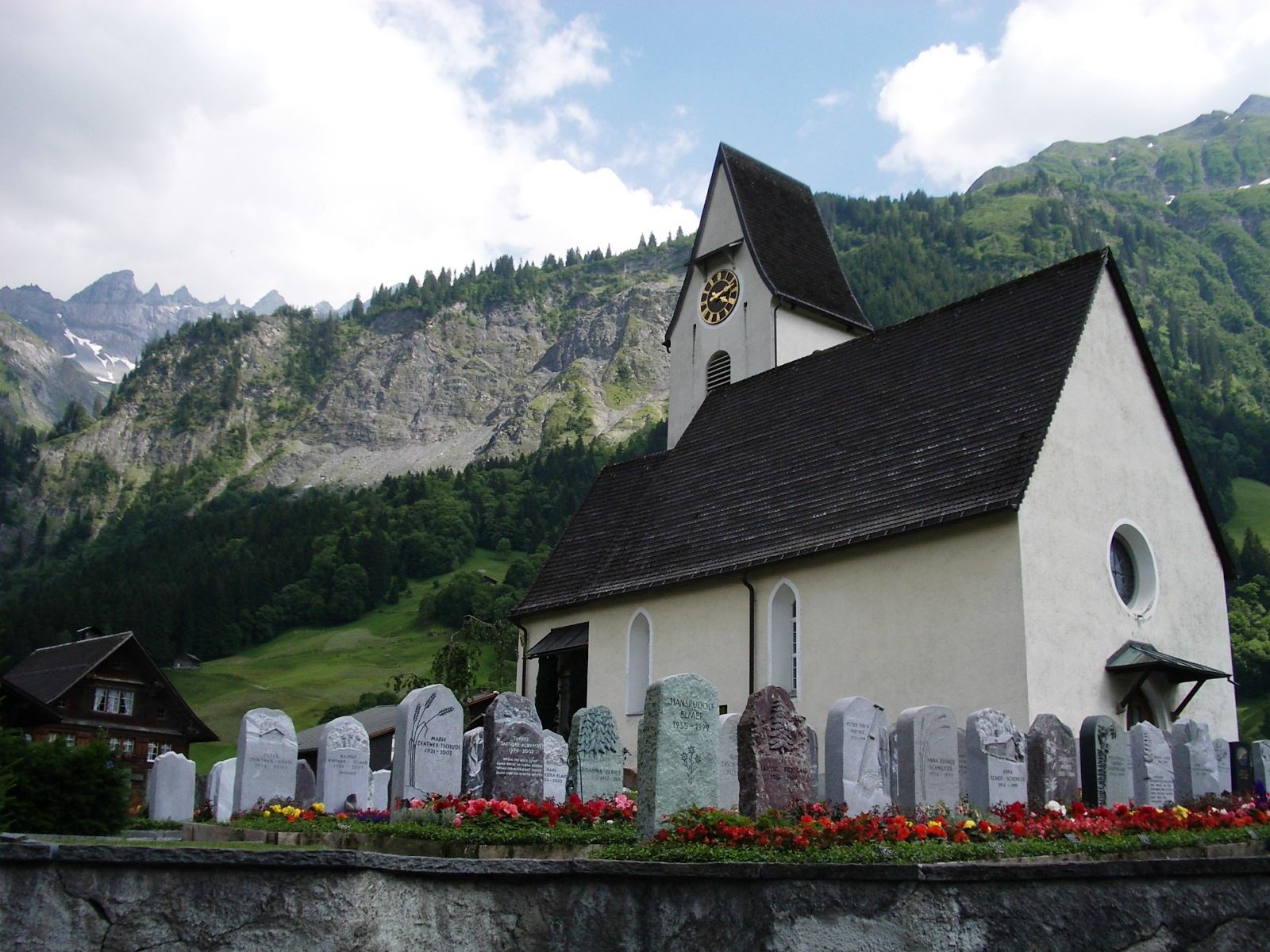
Церковь